# 아이오이역 (효고현)
아이오이역(일본어: 相生駅 아이오이에키[*], あいおいえき)은 일본 효고현 아이오이시에 위치한 서일본 여객철도의 역이다.

## 역 구조
1층에 재래선 승강장, 2층에 개찰구와 대합실, 3층에 신칸센용 고가 승강장이 있으며 재래선 부분만 교상역사 형태를 취하고 있다. 신칸센 개찰구는 재래선 개찰구와 같이 사용한다. 이코카 및 제휴 교통카드의 사용이 가능하다.

### 재래선
단식과 섬식이 섞인 복합형 승강장으로 2면 3선의 지상역이다. 1번선은 산요 본선 하행선, 2번선은 산요 본선 중선, 3번선은 산요 본선 상행선이다. 다만 아코 선 선로는 1번선에서만 분기되기 때문에 아코 선에서의 상행 열차는 3번선으로 입선할 수 없다. 따라서 아코 선으로 입선하는 열차는 하행은 1·2번선, 상행은 2번선에 발착하도록 되어 있다. 신칸센 접속역이지만 하쿠토 호와 같은 모든 특급 열차가 통과한다.
| 1 | ■ 산요 본선 | 통과용                              |
| 2 | ■ 산요 본선 | 히메지 · 오사카 방면 (아코 선 직통) |
| 2 | ■ 아코 선   | 반슈아코 방면                       |
| 3 | ■ 산요 본선 | 가미고리 · 오카야마 방면 (회차)     |

### 신칸센
상대식 승강장으로 2면 2선의 고가 승강장을 가지고 있으며 중간에 통과선 2개가 설치되어 있다.
| 11 | ■ 산요 신칸센 | 오카야마 · 하카타· 가고시마 방면 |
| 12 | ■ 산요 신칸센 | 신오사카 · 도쿄 방면             |

## 역사
- 1890년 7월 10일: 산요 철도(일본어판) 다쓰노 ~ 우네 간의 연장에 따라 나바 역으로서 신설개업하였다.
- 1906년 12월 1일: 국유화에 따라 일본국유철도 소속이 되었다.
- 1909년 10월 12일: 노선 명칭 제정으로 산요 본선의 소속이 되었다.
- 1942년 10월 1일: 아이오이 역으로 개칭되었다.
- 1951년 12월 12일: 아코 선의 개업으로 환승역이 되었다.
- 1972년 3월 15일: 산요 신칸센 신오사카역 ~ 오카야마역 간 개업에 따라 신칸센 환승역이 되었다.
- 1987년 4월 1일: 민영화에 따라 서일본 여객철도의 소속이 된다.
- 2003년 11월 1일: 이코카의 사용이 개시되었다.

## 인접한 역
| 서일본 여객철도 산요 신칸센         | 서일본 여객철도 산요 신칸센         | 서일본 여객철도 산요 신칸센 |
| ----------------------------------- | ----------------------------------- | --------------------------- |
| 히메지 도쿄 방면                    | ■ 산요 신칸센 히카리 호 · 고다마 호 | 오카야마 하카타 방면        |
| 서일본 여객철도 산요 본선 · 아코 선 |                                     |                             |
| 다쓰노 쓰루가 방면                  | ■ JR 고베 선 · 아코 선              | 니시아이오이 반슈아코 방면  |
| 다쓰노 히메지 방면                  | ■ 산요 본선                         | 우네 오카야마 방면          |